# Diocesi di Pappa
La diocesi di Pappa (in latino: Dioecesis Pappena) è una sede soppressa e sede titolare della Chiesa cattolica.

## Storia
Pappa, identificabile con Yonusler nell'odierna Turchia, è un'antica sede episcopale della provincia romana della Pisidia nella diocesi civile di Asia. Faceva parte del patriarcato di Costantinopoli ed era suffraganea dell'arcidiocesi di Antiochia.
La diocesi è documentata nelle Notitiae Episcopatuum del patriarcato di Costantinopoli fino al XII secolo.
Michel Le Quien attribuisce a questa diocesi quattro vescovi, ma a causa di un'errata interpretazione delle lezioni dei manoscritti, due di questi non appartenevano alla diocesi di Pappa: Eugenio, che prese parte al concilio di Costantinopoli del 381, era vescovo di Posala in Licaonia; mentre Aurelio, che intervenne al concilio permanente del 448 convocato a Costantinopoli dal patriarca Flaviano per condannare Eutiche, era un vescovo africano, della diocesi di Puppi.
Le Quien però ignora, attribuendolo erroneamente alla diocesi di Parlais, un vescovo che studi successivi attribuiscono alla sede di Pappa, e cioè il vescovo Academio, che prese parte al concilio ecumenico celebrato a Nicea nel 325.
Gli altri due vescovi menzionati da Le Quien sono Michele, che assistette al secondo concilio di Nicea nel 787; e Nicola, che partecipò al concilio di Costantinopoli dell'879-880 che riabilitò il patriarca Fozio di Costantinopoli.
Dal 1933 Pappa è annoverata tra le sedi vescovili titolari della Chiesa cattolica; il titolo finora non è mai stato assegnato.

## Cronotassi dei vescovi greci
- Academio † (menzionato nel 325)
- Michele † (menzionato nel 787)
- Nicola † (menzionato nell'879)